# Szugita Hina
Szugita Hina (杉田 妃和; Hepburn: Sugita Hina) (Kitakjúsú, 1997. január 31. –) japán válogatott labdarúgó.

## Klub
2015 óta az INAC Kobe Leonessa csapatának játékosa, ahol 57 bajnoki mérkőzésen lépett pályára és 10 gólt szerzett.

## Nemzeti válogatott
A japán U17-es válogatott tagjaként részt vett a 2012-es és a 2014-es U17-es világbajnokságon. A japán U20-as válogatott tagjaként részt vett a 2016-os U20-as világbajnokságon.
2018-ban debütált a japán válogatottban. A japán válogatottban 1 mérkőzést játszott.

## Statisztika
| Japán válogatott | Japán válogatott | Japán válogatott |
| Időszak          | Mérk.            | gól              |
| ---------------- | ---------------- | ---------------- |
| 2018             | 1                | 0                |
| Összesen         | 1                | 0                |

## Sikerei, díjai
Japán válogatott
- U20-as világbajnokság:  Bronz; 2016
- U17-es világbajnokság:  Arany; 2014